# 部長 (英聯邦王國)
部長（英語：Minister of the Crown；或譯作大臣，在省級譯作廳長，直譯為「英廷大臣」、「朝廷大臣」或「官方的部長」）是一個正式的憲法術語，在英聯邦王國使用，用於指代在位君主（或君主代表）轄下的、管理該領地各部門的大臣。該術語表示該大臣（或部長）乃是為官方（即其國家的君主或以其領地為權利主體的君主）服務，其任期由英國君主酌情決定（或由督憲閣下酌情決定），並可就如何行使與其轄下部門有關的皇家特權向君主（或君主代表）提出建議。

## 部門
在英聯邦王國，君主（或君主代表）由樞密院或行政會議（executive council）正式提供建議。然而，事實上提供建議的僅為樞密院或行政會議的一個子集，即某個部長所管轄的部門。部門（ministry）不應與內閣（cabinet）混淆，因為部長未必為內閣成員。在英國，大臣（minister）皆為政府中的國會議員及上議院成員。

## 歷史
英聯邦王國的部長起源於近代早期的英格蘭，君主有時會主持有群臣參加的「內閣會議」（cabinet council）以獲取建議及執行君主敕令。「大臣」或「部長」（Minister）一詞是因其作為君主的顧問以事奉（minister to）君主而產生的。隨著時間的推移，前大臣及其他朝廷要員被保留為朝廷顧問，指定的大臣可直接聽取聖旨，這促使了樞密院的成立。內閣成為樞密院內的一個委員會，由各部門現任的負責大臣組成。
在1603年蘇格蘭國王詹姆斯六世登上英格蘭王位（即位為英格蘭國王詹姆斯一世）與1707年蘇格蘭與英格蘭統一之間的時期，這兩個王國仍為「獨立」的國家，兩國的事務則分別由兩國各自的大臣向兩國共同的君主提供建議。換而言之，兩國在這段時期內各自有一套互不干涉的朝臣系統。
隨著英格蘭海外屬地及後來大英帝國的擴張，各殖民地政府紛紛建立，但它們仍然從屬於西敏的帝國政府，因此皇權仍然只歸由英廷大臣組成的帝國樞密院行使。然而，加拿大於1867年成為自治領時，成立了一個單獨的加拿大樞密院。加拿大樞密院可就皇室特權在加拿大的行使事宜向加拿大總督提供建議，儘管當時在憲法上總督仍為位於白廳的英國政府的代理人。在此之後，帝國的其他殖民地獲得自治領地位後，也做出了類似的安排。
隨著《1931年西敏法規》的通過，這些自治領實際上成為了共戴一君的自治王國，從而使它們的君主制回到了與1707年前相似的狀態，在那時君主在他統治的各個王國及殖民地擁有不同的群臣及內閣。因此，現今任何英聯邦王國的部長都不能建議君主行使任何與君主的其他其他國土及領地（other realms and territories）有關的權力。

## 在非英聯邦國家的使用
在西班牙波旁王朝復辟時期（1874年至1931年），「朝廷大臣」（西班牙語：Ministro de la Corona）一詞用於指國王陛下政府中負責各部門的部長。例如，在國王阿方索十三世統治期間，當卡洛斯·科爾特索被任命為公眾及藝術教育大臣（西班牙語：Ministro de Instrucción Pública y Bellas Artes）時，皇家政令（royal decree）即稱他為「朝廷大臣」。